# اشتراكية بوذية

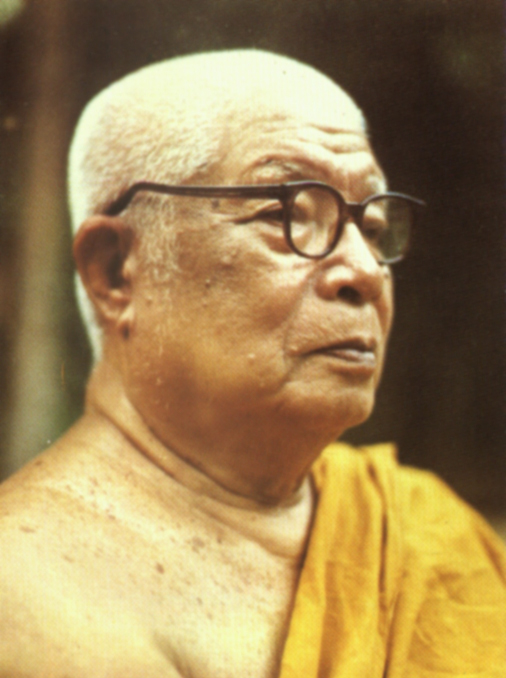

الاشتراكيّة البوذيّة (بالإنجليزية: Buddhist socialism)‏ هي إيديولوجيا سياسيّة تدعم تطبيق الاشتراكية بناءً على المبادئ البوذية. تسعى كل من الاشتراكيّة والبوذيّة إلى إنهاء معاناة الإنسان عن طريق تحليل الأوضاع وإزالة الأسباب الرئيسة للمعاناة عن طريق البراكسيس. وتسعى كلتيهما أيضًا إلى تحوُّل الوعي الإنسانيّ (الروحانيّ والسياسيّ على الخصوص) لوضع حد لاغتراب الإنسان وأنانيته.
من المفكرين الذين يمكن اعتبارهم اشتراكيّين بوذيّين: بوذاداسا، وأمبيدكار، وهان يونغ-آن، ونورودوم سيهانوك.
يُعتبر بوذاداسا أول من صاغ مصطلح "الاشتراكيّة الدهاميّة Dhammic socialism"، حيث إنه يعتقد أن الاشتراكيّة هي الحالة الطبيعيّة التي تعني أن كل الأشياء توجد معًا بانسجام في نظام واحد.
شعر هان يونغ-آن أن المساواة واحدة من المبادئ الأساسيّة للبوذيّة. وفي حوار نُشر في 1931، تحدث يونغ-آن عن رغبته في استكشاف الاشتراكيّة البوذيّة.
قال دالاي لاما الرابع عشر للتبت، تينزن غياتسو: